# Конопляный парад

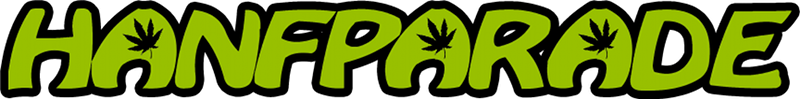
Логотип Конопляного парада

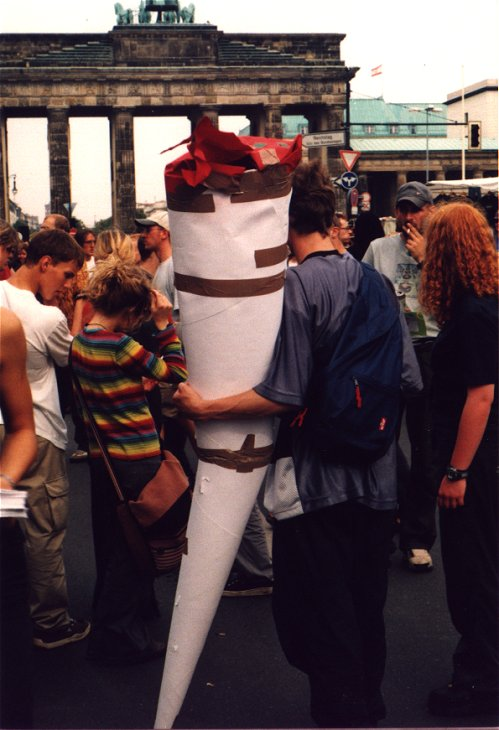
Конопляный парад у Бранденбургских ворот. 2000 год

Конопляный парад (нем. Hanfparade) — демонстрация любителей употребления конопли, посвящённая борьбе за её легализацию. Самый известный и регулярно проводимый конопляный парад проводится в Берлине в последнюю неделю августа. По главным улицам города проходит колонна демонстрантов в сопровождении тягачей с музыкальными установками. По пути следования колонны работают пивные ларьки и сувенирные лавочки. Кроме плакатов «Даёшь кофешопы!» или «Лигалайз во всем мире» демонстранты несут муляжи джойнтов разной величины. Маршрут протяжённостью 12 км заканчивается у Бранденбургских ворот, где сооружена сцена, на которой выступают приглашённые музыканты. В 1999 году в параде приняло участие более 20 000 человек из разных стран. Ответственность за организацию акции несёт общество «Бюнднис Ханфпарад», средства на проведение поступают от частных спонсоров (главным образом, от фирм, выпускающих товары из конопли).